# Ludy ambońsko-timorskie
Ludy ambońsko-timorskie – grupa ludów zamieszkujących wyspy Ambon, Timor, wschodnią część Flores i pobliskie wyspy w Indonezji. Należą do nich m.in.: Alorczycy, Rote, Atoni, Ambończycy, Lamaholot. Posługują się rozmaitymi językami z wielkiej rodziny austronezyjskiej, wykazującymi ślady substratu papuaskiego.
Ich populacja wynosi 2 mln osób. W większości wyznają islam w odmianie sunnickiej lub chrześcijaństwo (katolicyzm, protestantyzm), choć utrzymują się także wierzenia tradycyjne (np. w Timorze Wschodnim lub u ludności górskiej wyspy Seram w archipelagu Moluków).
W XIII–XIV w. niektóre obszary wschodniej Indonezji znalazły się w strefie wpływów jawajsko-hinduskich. W XV w. rozprzestrzeniał się islam. W rejonie wyspy Ambon i na wyspach Banda ukształtowały się ośrodki produkcji przypraw, zdobyte w XVI w. przez kolonizatorów portugalskich, a w XVII w. – przez Holendrów. W okresie kolonialnym ludy ambońsko-timorskie podlegały również indonezyjskim podmiotom politycznym (Sułtanat Gowa – Alor, wyspy Solor, wschodnia część Flores, fragmenty Timoru; Sułtanat Ternate – Ambon, Seram, Buru; Sułtanat Tidore – wschodnia część Seram).
Ich gospodarka opiera się na rybołówstwie, produkcji przypraw, kopry i hodowli zwierząt. Istotną rolę odgrywa mączka sago; w niektórych regionach oraz na obszarach miejskich większe znaczenie ma ryż.